# خداحافظ گاری کوپر
خداحافظ گاری کوپر (به فرانسوی: Adieu Gary Cooper) نام رمانی فلسفی سیاسی از نویسنده فرانسوی رومن گاری است.
رمان دربارهٔ جوانی ۲۱ ساله به نام لنی است که از زادگاه خود آمریکا به کوه‌های سوییس پناه می‌برد و دربارهٔ فلسفه زندگی او و دیدگاه‌هایش است.
رومن گاری «خداحافظ گاری کوپر» را در سال ۱۹۶۹ نوشت. سروش حبیبی این کتاب را در سال ۱۳۵۱ و چهار سال بعد از انتشار کتاب در فرانسه به فارسی ترجمه کرده‌است. رومن گاری «خداحافظ گاری کوپر» را ابتدا به انگلیسی نوشت و در ابتدا نام آن را ولگرد اسکی باز گذاشت.

## گفتاوردها
- «این قدر بچه نبود که بگذارد عزیزترین چیزش را، آزادیش را از او بگیرند. حتی از پول و پله می‌ترسید. پول بد تله ایست. اول آدم صاحب پول است، بعد پول صاحب آدم می‌شود.»

- «مادرها عجیب گریزپا هستند. نسل شان دارد از میان می‌رود. به زودی دیگر جز در افسانه‌ها نمی‌توانی پیدایشان کنی.»

- «باگ عقیده داشت که مردها همگی به شدت سوررئالند. لنی درست نفهمیده بود که سوررئال یعنی چه؟ باگ تأکید کرده بود که سوررئال درست یعنی همین. نباید دنبال فهمیدنش بود. مردها دقیقاً همین طورند.»

- «لنی شب‌ها اسکی‌هایش را به پا می‌کرد و می‌رفت بالای کوه. قدغن بود، چون خطر ریزش بهمن بود. اما لنی به خود اطمینان داشت. مرگ آن بالا سراغ او نمی‌آمد. می‌دانست که مرگ آن پایین در انتظار اوست، آن‌جا که قانون و پلیس و اسلحه هست؛ برای او مرگ، همرنگ‌شدن با جماعت بود.»

- «لنی اول با عِزّی که یک کلمه هم انگلیسی نمی‌دانست رفاقت به هم زد، و به همین دلیل روابط‌شان با هم بسیار خوب بود. اما سه ماه نگذشته بود که عزّی شروع کرد مثل بلبل انگلیسی حرف‌زدن و فاتحهٔ دوستی‌شان خوانده شد. دیگر دیوار زبان میان شان بالا رفته‌بود.»

- «دیوار زبان وقتی بین دو نفر کشیده می‌شود که هر دو به یک زبان حرف می‌زنند، آن وقت دیگر نمی توانند یک کلمه از حرف‌های همدیگر را بفهمند.»

## فیلم
- ولگرد اسکی باز (۱۹۷۱)